# Selfie

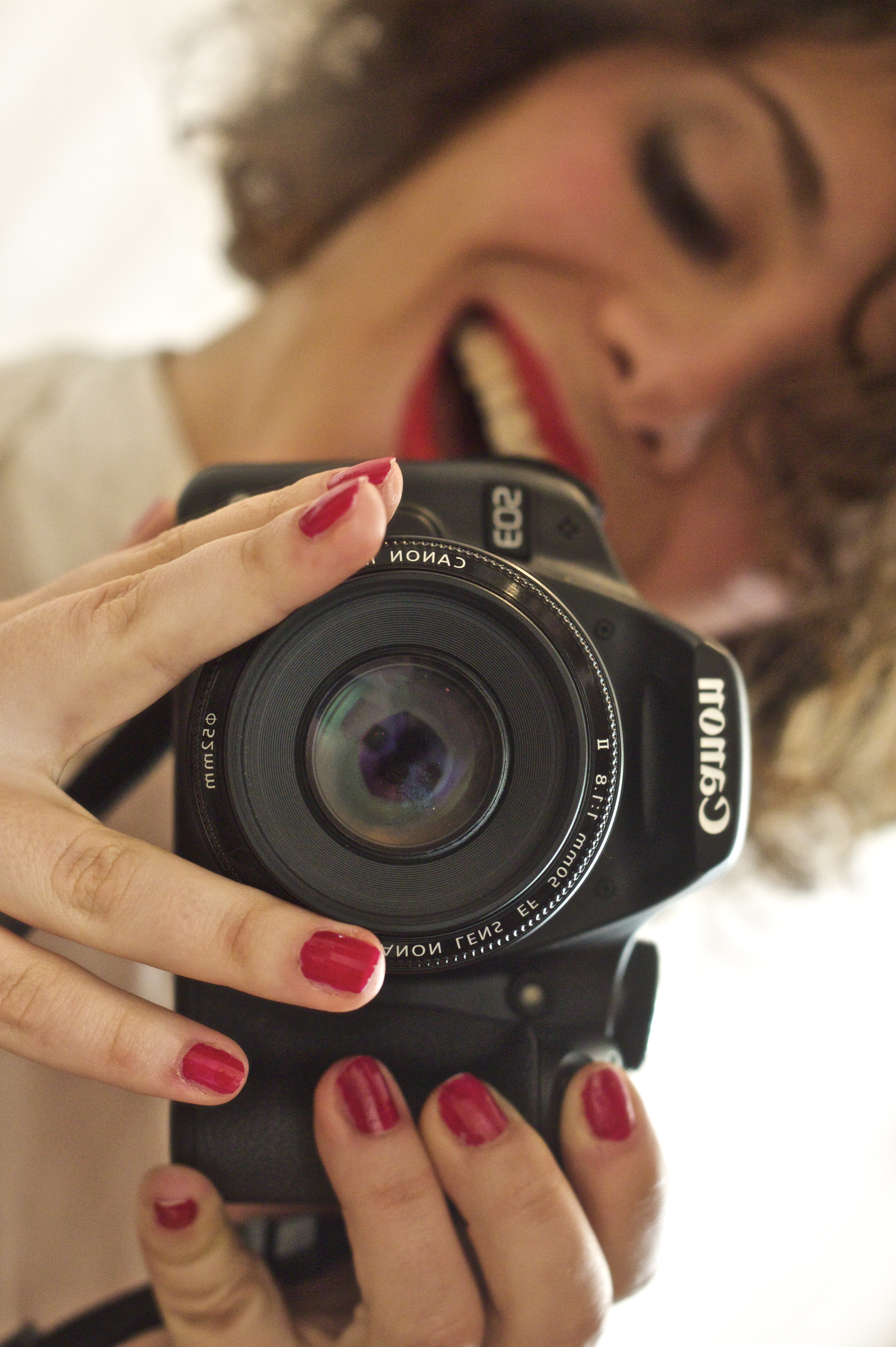
Mladá žena pořizující autoportrét pomocí digitálního fotoaparátu v odrazu zrcadla

Selfie [selfí], či selfíčko je typ fotografického autoportrétu, obvykle pořízeného z ruky či s tyčí za pomoci digitálního fotoaparátu či chytrého telefonu (smartphone). Ve slovníku Oxford Dictionaries Online je popsán jako „fotografie sebe sama, běžně pořízená chytrým telefonem nebo webkamerou a nahrána na sociální síť“. Selfies jsou často určena pro publikování na sociálních sítích a sítích pro sdílení fotografií online, jako jsou Facebook, Twitter, Instagram, Pinterest, Whatsapp a Snapchat. V Koreji se často používá termínu selca (zkratka pro „self camera“). Selfies jsou většinou neformální snímky pořízené „z ruky“ či před zrcadlem. Na snímcích je zobrazen buď fotograf sám, nebo fotograf a tolik lidí, kolik se jich vejde do záběru. Skupinové selfies jsou označovány jako „group selfies“. V dubnu 2013 zahájil deník The Guardian natáčení série zvané Thinkfluencer, která dokumentuje fenomén selfie ve Velké Británii.

## Historie

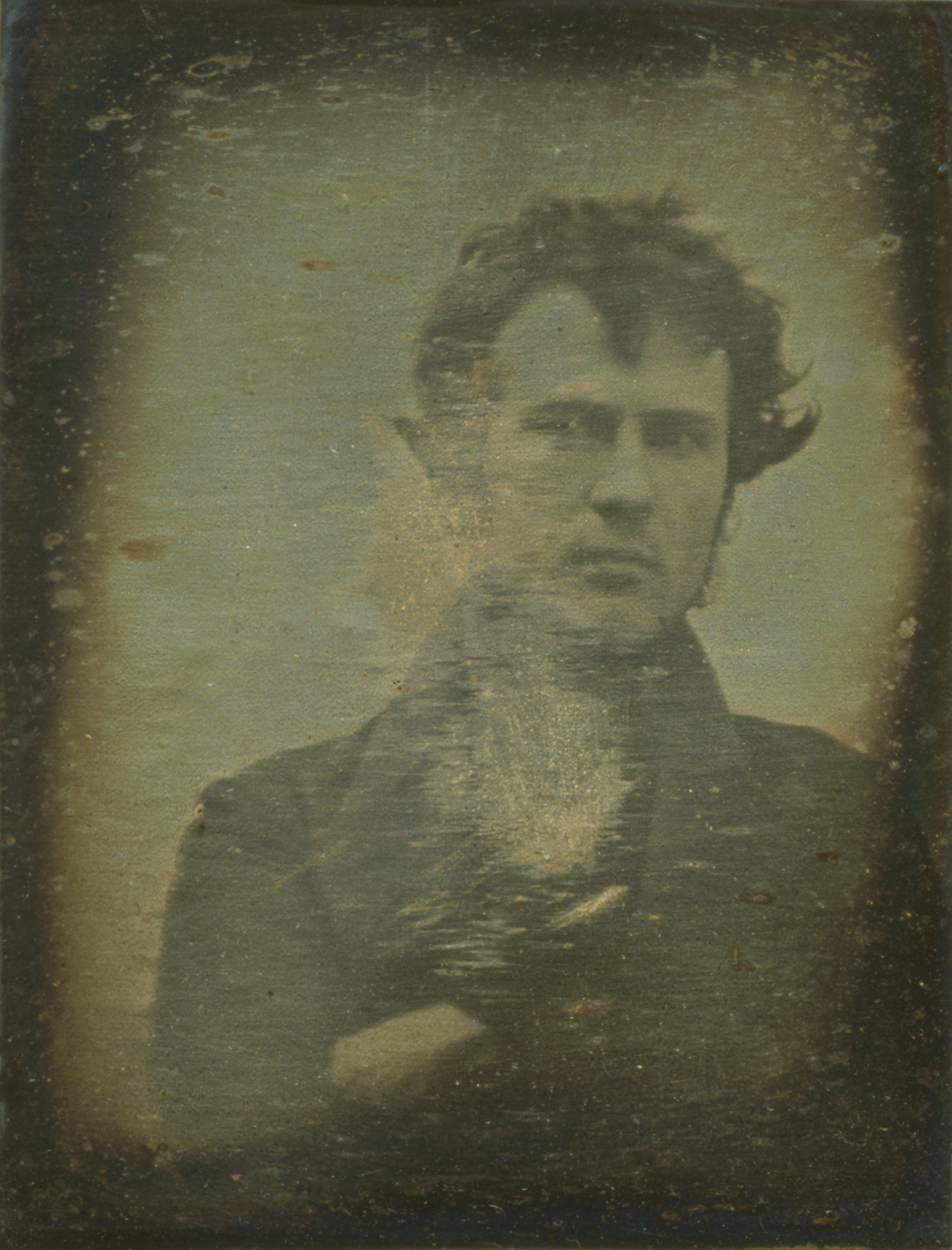
První známé selfie, autoportrét Roberta Corneliuse (1839)

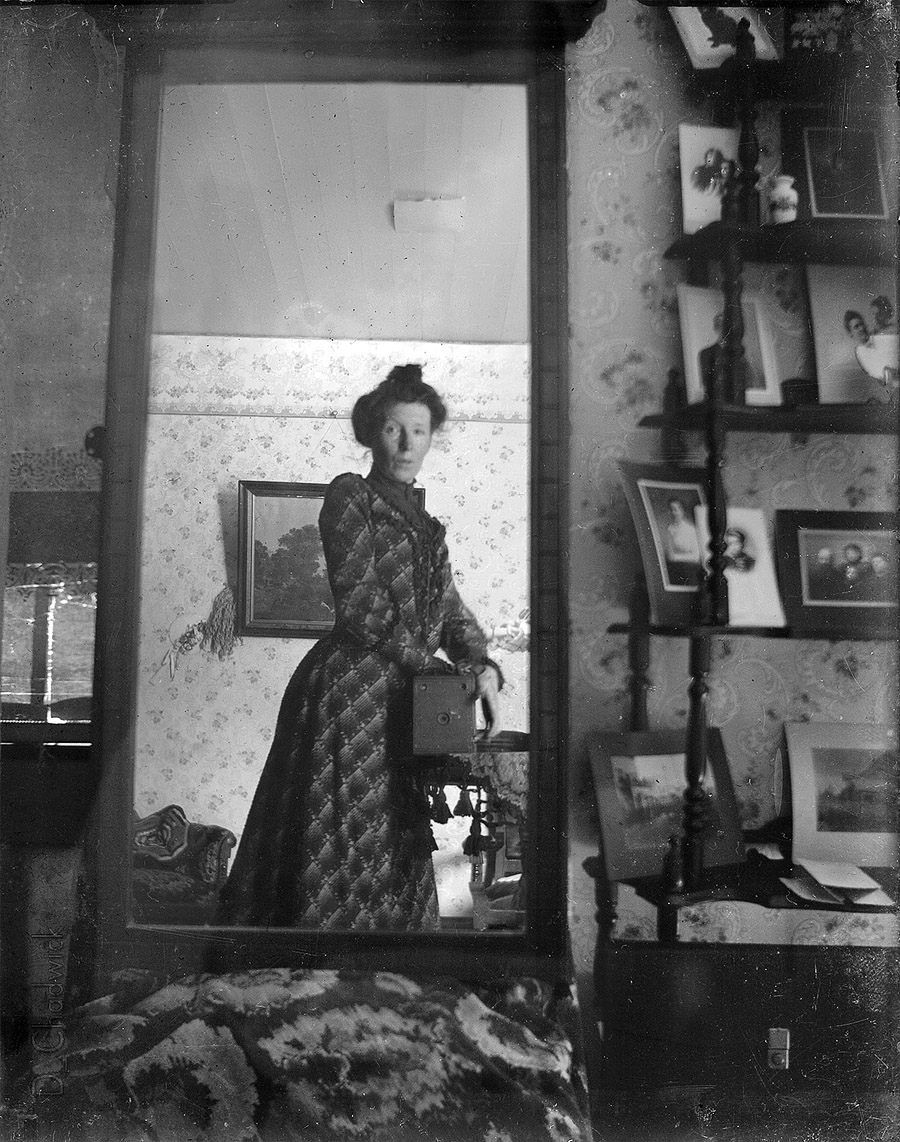
Žena pořizující svůj autoportrét v zrcadle asi okolo roku 1900

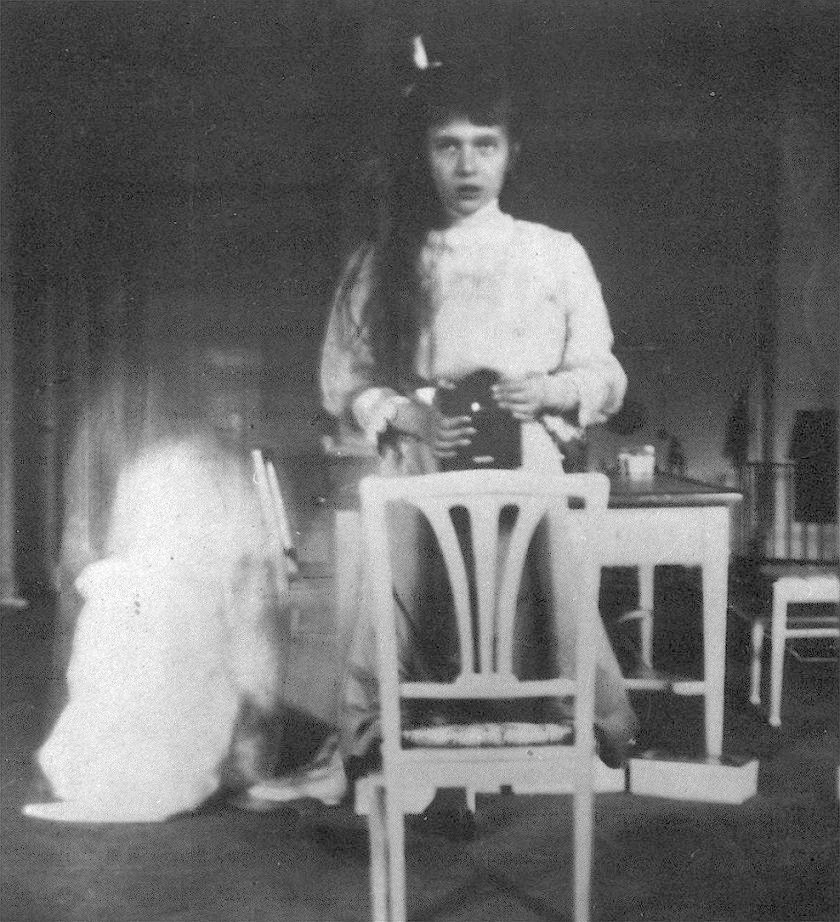
Ruská velkokněžna Anastázie Nikolajevna, Kodak Brownie (1914)

První fotografický autoportrét vytvořil Robert Cornelius ve Spojených státech amerických v roce 1839. Pravidelněji vznikaly sebeportréty od uvedení přenosného fotoaparátu Kodak Brownie na trh v roce 1900. Tehdejší metoda využívala zrcadla, přičemž byl fotoaparát umístěn na stativ či na blízký objekt. Fotograf zachycoval často sám sebe při nastavování fotoaparátu. Ruská velkokněžna Anastázie Nikolajevna se ve svých 13 letech stala jedním z prvních teenagerů fotografujících sebe sama za pomoci zrcadla, aby výsledný snímek zaslala svému příteli. V dopise připojeném k fotografii napsala: „Zachytila jsem tento snímek, dívajíc se do zrcadla. Bylo to velice těžké, mé ruce se třásly.“
V českém filmu Zabil jsem Einsteina, pánové… (1969) se objevila pravděpodobně první (leč fiktivní) selfie tyč světa.
V šedesátých letech se někdy pro selfie používal výraz „zrukovka".[zdroj⁠?!]
Výraz „selfie” byl rozšířen hlavně fotografem Jimem Krausem v roce 2005, avšak snímky typu „selfie“ se objevovaly dlouho před tímto pojmenováním. Na začátku roku 2000, před tím než se stal Facebook dominantní sociální sítí, byly fotografie sebe sama běžné hlavně na MySpace. Spisovatelka Kate Losse líčí situaci v období 2006 až 2009, kdy se stává Facebook více populární než MySpace. 

## Popularita
Zpočátku byly selfies populární hlavně mezi mladými lidmi, avšak popularita tohoto fenoménu se rozšířila i na dospělé a dokonce i mezi osobnosti kultury (hlavně v USA a UK). Mezi významné osobnosti, které publikovaly „selfies“, se zařadil i papež František. Na internetu se objevují i žebříčky celebrit podle počtu publikovaných „selfies“. Charakter „selfies“ umožňuje celebritám osobnější přístup k šíření své popularity médii, protože autorem fotografie je přímo celebrita.
V prosinci roku 2012 magazín Time zaznamenal, že se slovo selfie objevilo mezi deseti nejpoužívanějšími výrazy roku 2012 (podle „Time top 10 buzzwords“). Přestože selfies existují již roky, teprve roku 2012 se tento termín rozšířil masově. Podle průzkumu z roku 2013, dvě třetiny australských žen ve věku od 18 do 35 let pořizují „selfies“, hlavně pro publikování na Facebooku. Podle ankety výrobce mobilních telefonů a fotoaparátů Samsung vyplývá že 30% veškerých fotografií pořízených lidmi ve věkovém rozpětí 18-24 let tvoří právě selfies. V roce 2013 se slovo „selfie“ stalo natolik běžným, aby bylo zařazeno do online slovníku Oxford English Dictionary v kvartální aktualizaci z dubna 2013 a zároveň se stalo slovem roku. Skupinová selfie vyfocená na předávání Oscarů v roce 2014 se stala nejsdílenějším snímkem všech dob, retweetovalo ji přes 2 miliony lidí. Posléze se ale ukázalo, že šlo o úmyslnou reklamu obsahující product placement od Samsungu.

## Sociologie
Půvab „selfies“ vychází z jednoduchosti jejich pořizování a sdílení, ale také z možnosti jak kontrolovat způsob prezentace své osoby na internetu. Mnoho „selfies“ mají pro autora pochvalný charakter, obzvláště mezi přáteli, od kterých se očekává kladný ohlas na tyto snímky. 

## Galerie

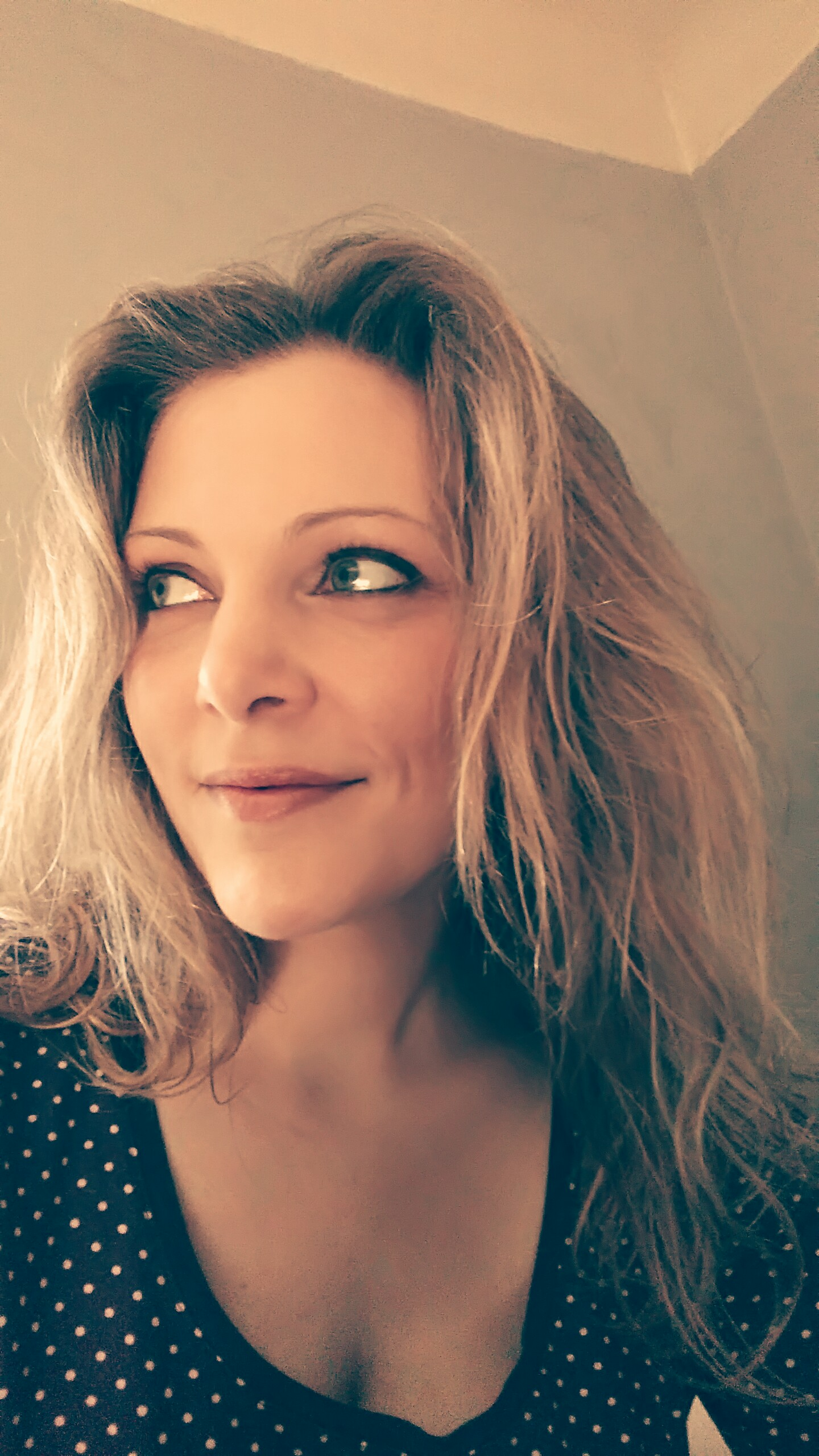
Selfie z podhledu
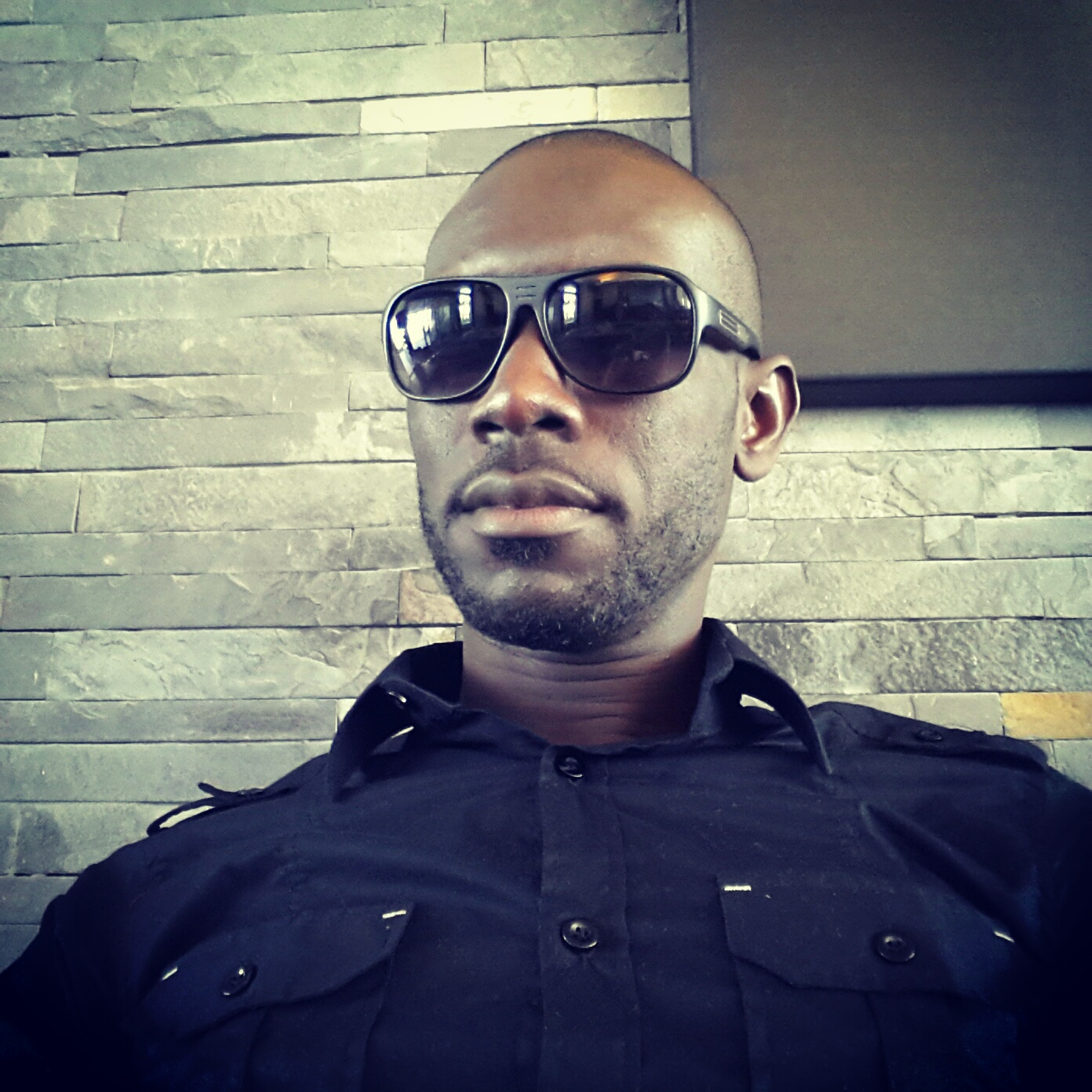
Selfie za pomoci aplikace Instagram nebo podobného filtru či softwaru
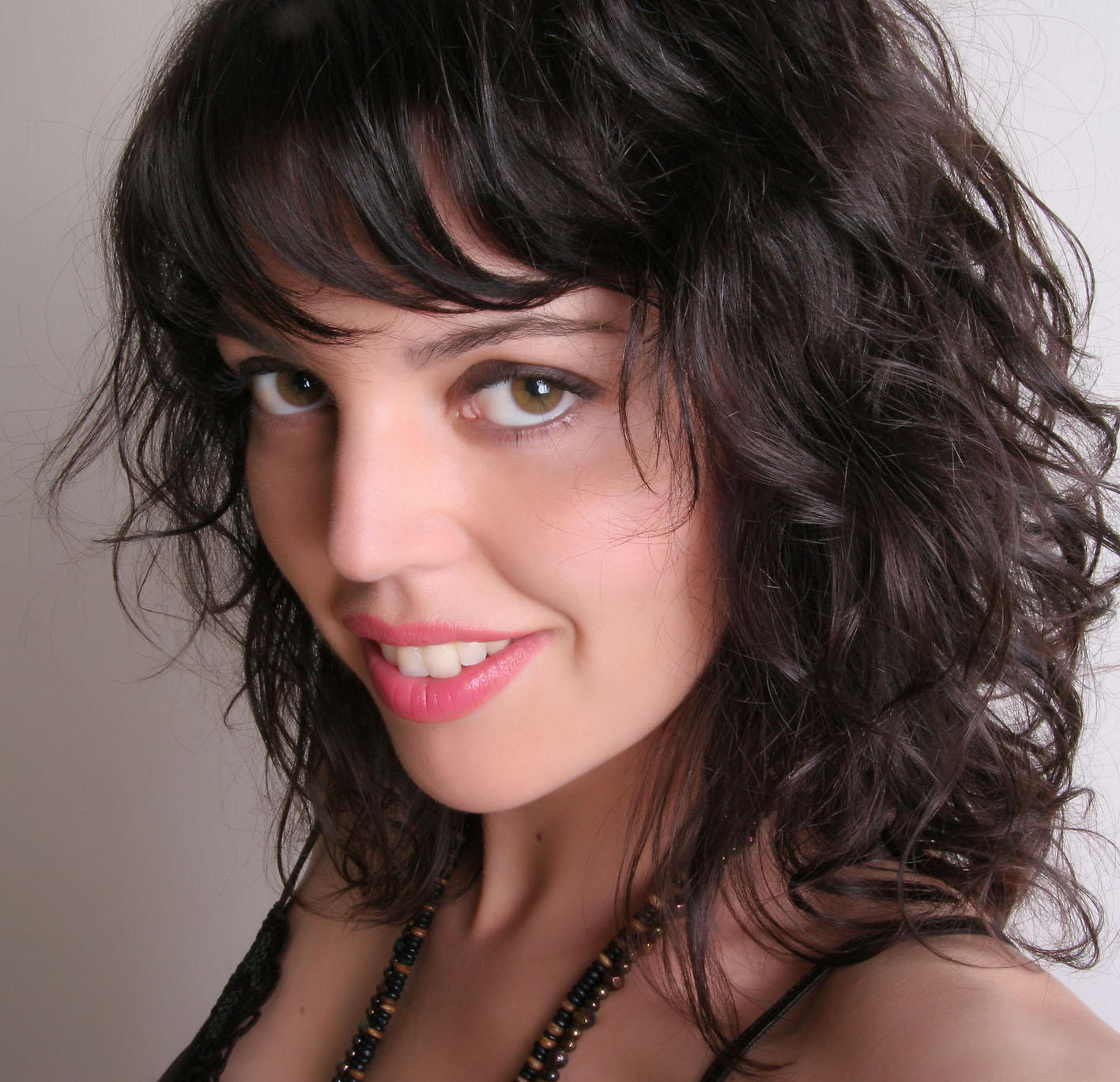
Selfie Věry Stuchelové
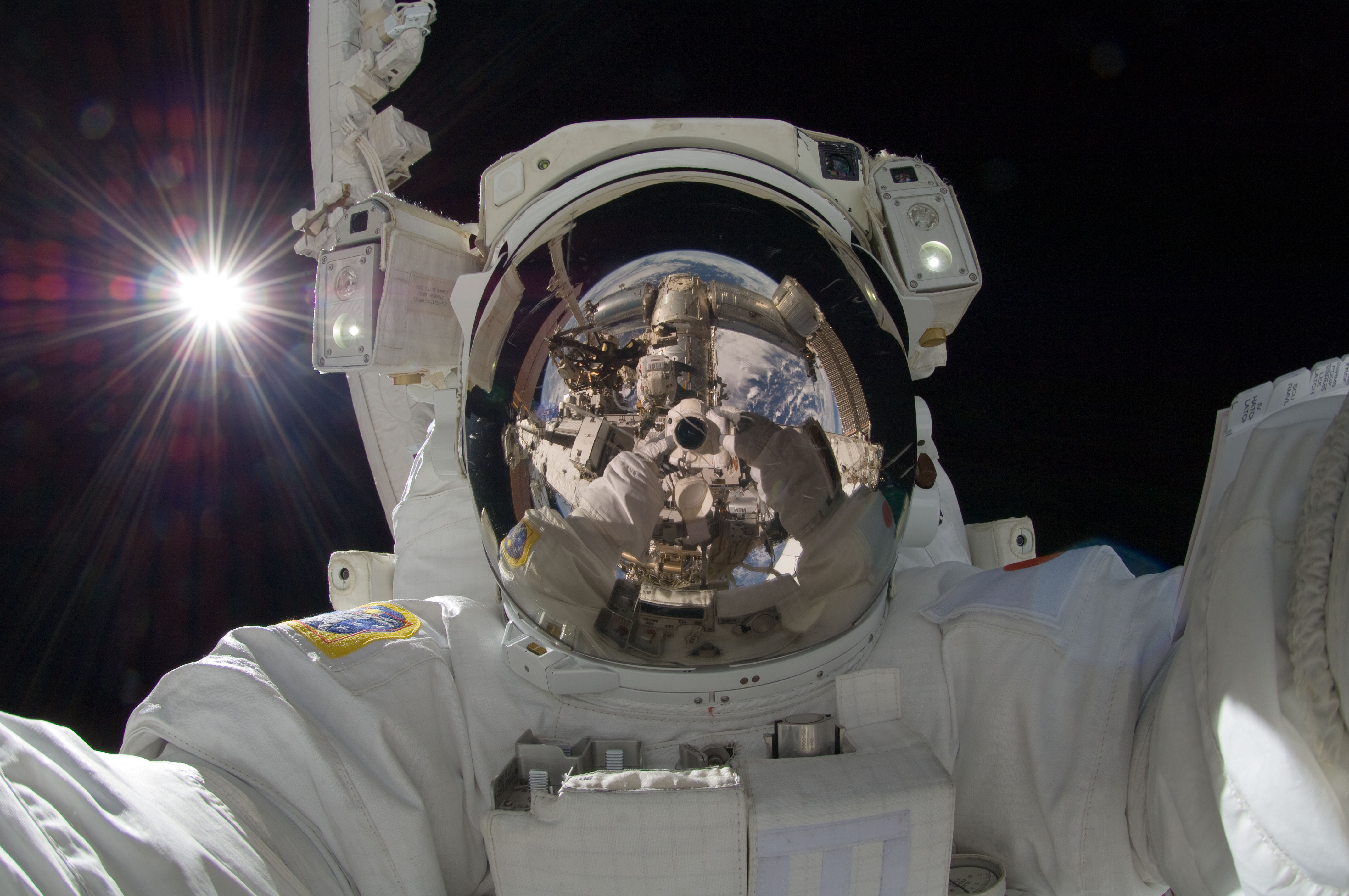
Kosmický selfie, astronaut Akihiko Hošide
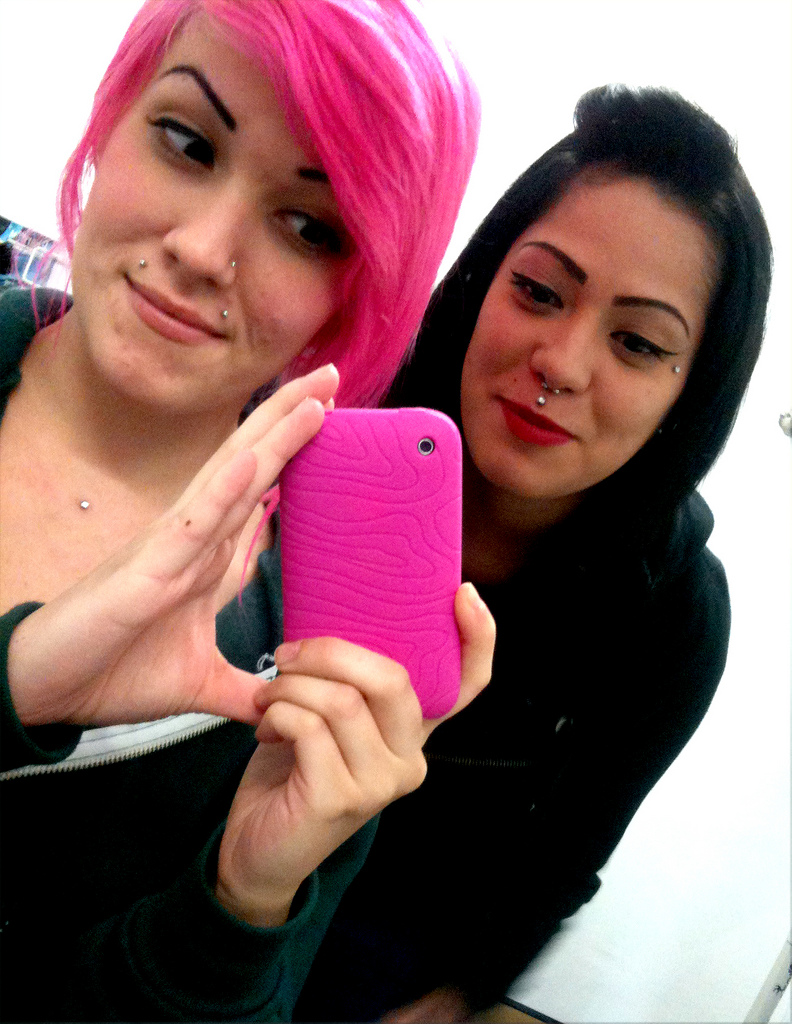
Selfie s další osobou
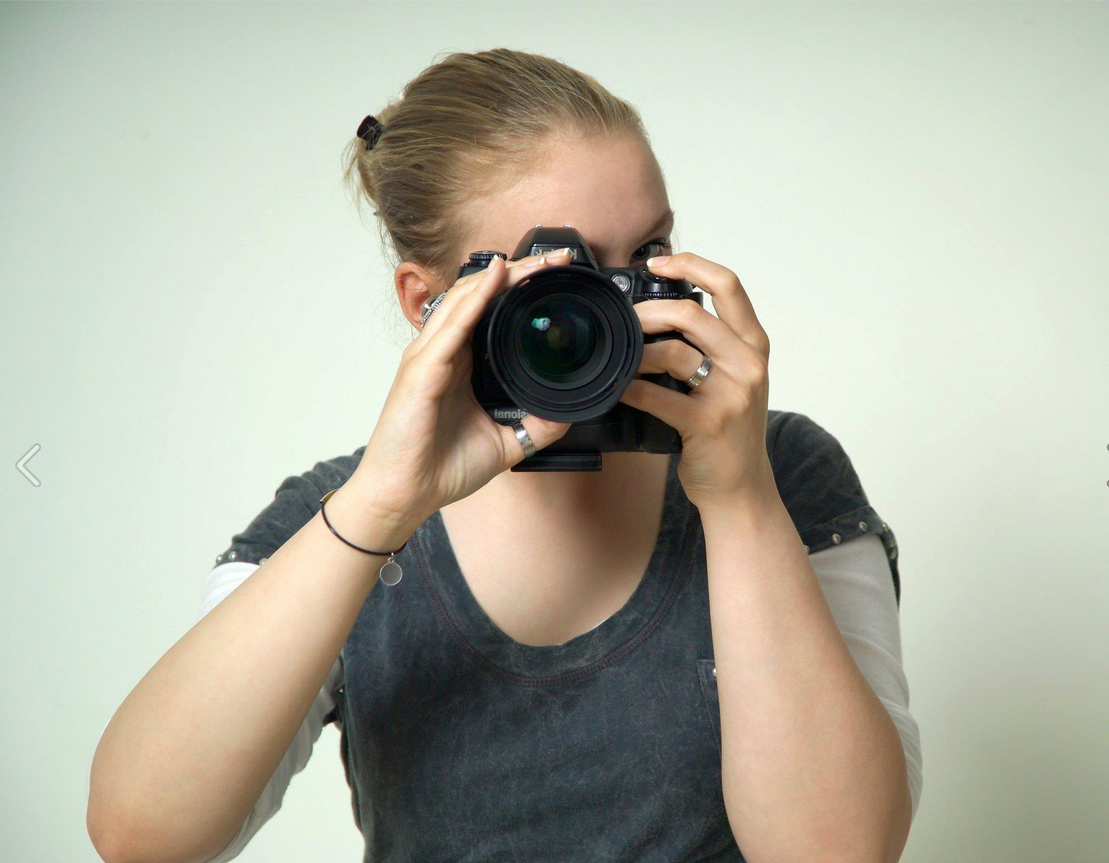
Selfie pomocí zrcadla, kdy fotografka kontroluje kompozici v hledáčku
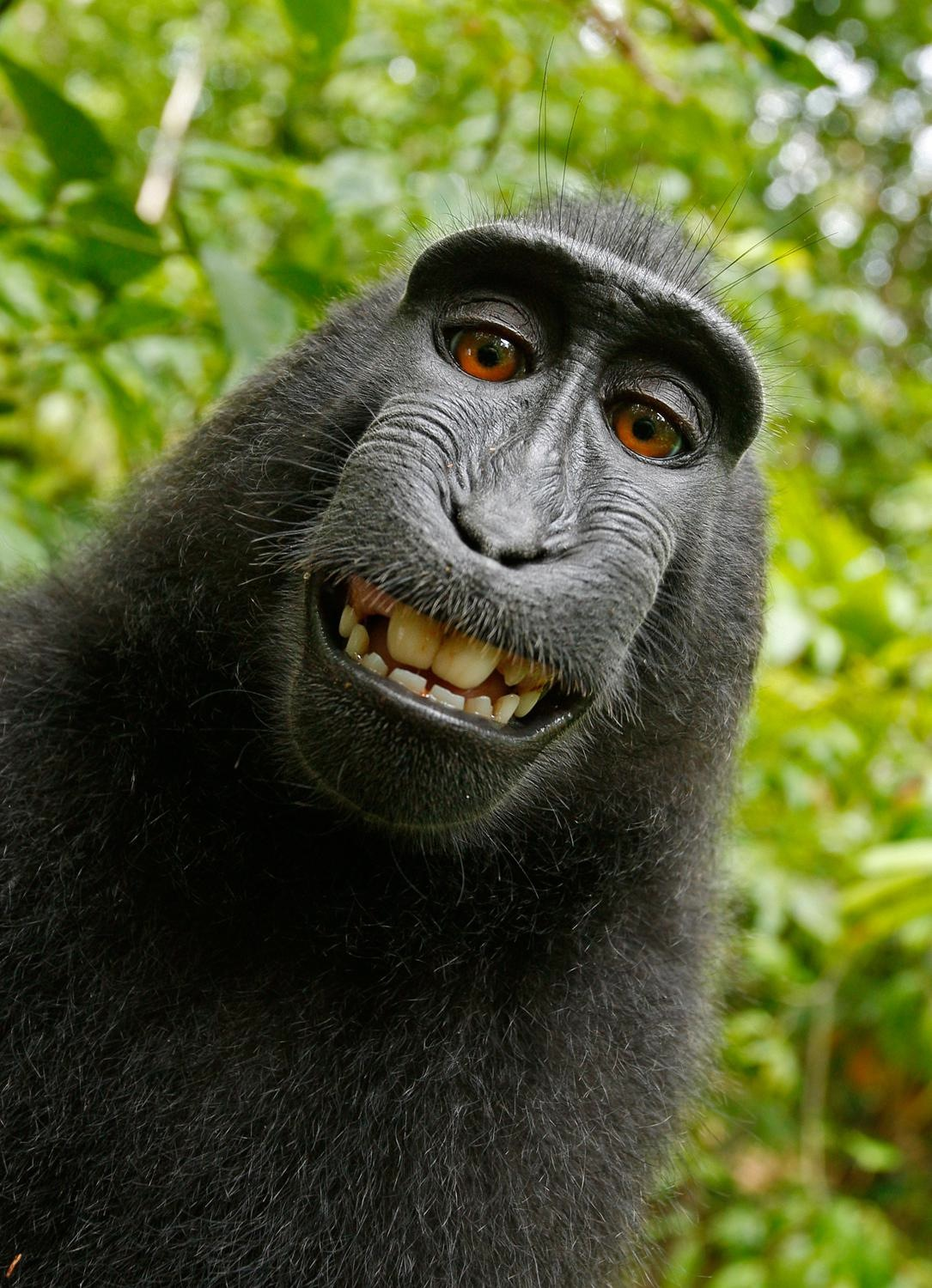
Opičí selfie samičky makaka černého, která využila fotoaparát Davida Slatera
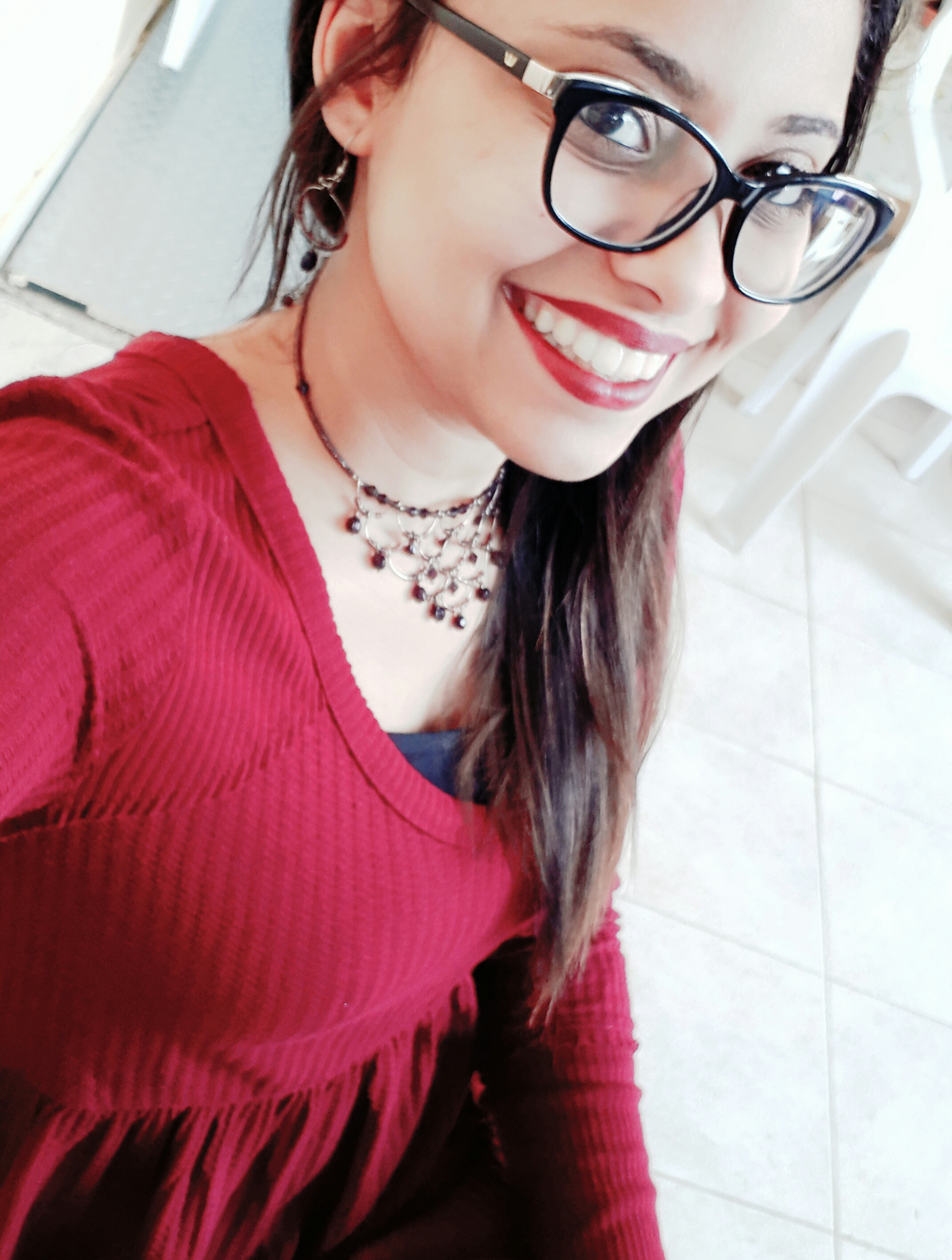
Žena s brýlemi – pohled doprava